# Rinaldo di Hainaut
Rinaldo di Mons o di Hainaut (... – 973) è stato un nobile fiammingo fu Conte di Hainaut (ridotto alla contea di Mons), per pochi mesi, nel 973.

## Origine
Degli ascendenti di Rinaldo non si hanno notizie; si conosce solo il fatto che aveva la fiducia sia dell'arcivescovo di Colonia, che era anche Duca di Lotaringia, Brunone, sia del fratello di Brunone, il re di Germania e imperatore, Ottone I di Sassonia e che, secondo le Gesta Episcoporum Cameracensium, era fratello del Guarnieri, conte di Valenciennes e conte di Hainaut 

## Biografia
Le notizie su Rinaldo sono veramente poche.
Infatti Rinaldo non viene mai menzionato, sia quando suo fratello, Guanieri viene citato come conte di Zülpich nel Veterum scriptorum et monumentorum historicorum, dogmaticorum, Volume 2, nel 953; sia quando viene citato col titolo di conte di Hesbaye nel documento nº 316 datato 17 gennaio 966 degli Ottonis I diplomata; ed infine quando, nel 968, lo troviamo citato, sempre col titolo di conte in un documento del vescovo di Toul, Gerardo.
Secondo le Gesta Episcoporum Cameracensium, nel 973, Rinaldo assieme al fratello, Guarnieri, succedettero come conti di Hainaut rispettivamente a Riccardo, che governava la contea di Mons e ad Amalrico,, che governava la contea di Valenciennes.
In quello stesso anno però, secondo la Sigeberti Chronica Rinaldo assieme al fratello, Guarnieri, furono uccisi da Reginardo e Lamberto, i figli di un precedente conte di Hainaut, Reginardo III; Reginardo e Lamberto erano rientrati in Lotaringia dalla Boemia, dove si trovavano in esilio, assieme al loro padre (Reginardo III, nel corso del 957, si era ribellato a Brunone, che, grazie alla sua capacità di governo, era riuscito a ristabilire la pace e secondo le Gesta Episcoporum Cameracensium, nel 958, Brunone aveva esiliato Reginardo III in Boemia, e la contea di Hainaut era stata data a Goffredo; e, dopo la morte di Goffredo I, il titolo di Conte di Hainaut fu concesso da Brunone a Riccardo, come ci confermano le Gesta Episcoporum Cameracensium; Riccardo era anche conte di Mons, mentre l'Imperatore Ottone I di Sassonia aveva concesso la regione del Valenciennes ed il titolo di Conte di Hainaut ad Amalrico, conte di Valenciennes).
Ancora la Sigeberti Chronica ci informa che Rinaldo assieme al fratello, Guarnieri, furono uccisi dai fratelli, Reginardo e Lamberto, in un combattimento avvenuto nei pressi di Péronne.
Anche la Thietmari Chronicon VII riporta che la morte di Rinaldo assieme al fratello, Guarnieri, fu opera di Lamberto e del fratello, Reginardo.

## Matrimonio e discendenza
Di Rinaldo non si conosce nessuna moglie, né si hanno notizie di eventuali discendenti.

### Letteratura storiografica
- Austin Lane Poole, Germania: Enrico I e Ottone il Grande, in «Storia del mondo medievale», vol. IV, 1999, pp. 84–111